# Malingsbo kyrka
Malingsbo kyrka eller Sankta Annas kapell är en kyrkobyggnad i samhället Malingsbo. Den tillhör Söderbärke församling i Västerås stift.

## Kyrkobyggnaden
Kyrkan började uppföras 1707, togs i bruk 25 oktober 1708 och invigdes 5 mars 1711. Ritningarna kan möjligen vara gjorda av Nicodemus Tessin d.y. Den åttakantiga träkyrkan kan påminna om bysantinsk arkitektur och har mitt på taket en takryttare för kyrkklockorna. Vid östra sidan finns ett utbyggt tresidigt kor och norr om detta finns sakristian. Vid kyrkobyggnadens västra sida finns ett vapenhus.
1776 kläddes innerväggarna med träpanel. Tidigare bestod de av nakna och omålade stockar. En restaurering genomfördes 1953 med avsikt att återskapa kyrkorummets 1700-talskaraktär. Då förstorades även sakristian.

## Inventarier
- En gammal offerkista är samtida med kyrkan.
- Vid korets högra sida finns en altartavla som troligen är från 1600-talet. Tavlan återfanns 1952 i kyrkans vind.
- Till höger i koret finns en nummertavla från 1737.
- Orgeln med tio stämmor är byggd 1946 av Setterquist & Son.
- Storklockan göts 1906 i Stockholm av Bergholtz klockgjuteri. Lillklockan göts 1707 i Falun av Gerhard Meyer.

### Webbkällor
- Söderbärke församling
- anläggningspresentation